# Gyula Petrikovics
Gyula Petrikovics (n. 12 ianuarie 1943, Pestszenterzsébet⁠(d), Budapesta, Ungaria – d. 28 iunie 2005, Budapesta, Ungaria) a fost un canoist ce a reprezentat Ungaria, medaliat olimpic. A participat la o ediție a Jocurilor Olimpice (1968) în care a câștigat o medalie de argint.